# Десимю, Йоан
Йоан Десимю (фр. Yoann Décimus; род. 30 ноября 1987, Париж) — французский легкоатлет, специалист по спринту и барьерному бегу. Выступал на профессиональном уровне в 2004—2017 годах, чемпион Европы в помещении, чемпион Франции, победитель и призёр ряда крупных международных стартов, действующий рекордсмен страны в эстафете 4×400 метров в помещении.

## Биография
Йоан Десимю родился 30 ноября 1987 года в Париже, Франция.
Впервые заявил о себе на международном уровне в сезоне 2006 года, когда вошёл в состав французской сборной и выступил юниорском мировом первенстве в Пекине — бежал 400 метров и эстафету 4×400 метров.
В 2007 году в эстафете 4×400 метров занял четвёртое место на чемпионате Европы в помещении в Бирмингеме, в беге на 400 метров дошёл до полуфинала на молодёжном европейском первенстве в Дебрецене.
Был заявлен на чемпионат мира в помещении 2008 года в Валенсии, но в итоге на старт здесь не вышел.
В 2009 году на чемпионате Европы в помещении в Турине дошёл до полуфинала в беге на 400 метров и показал пятый результат в эстафете 4×400 метров. На молодёжном европейском первенстве в Каунасе в тех же дисциплинах стал пятым и третьим соответственно. На чемпионате мира в Берлине вместе с соотечественниками занял в программе эстафеты седьмое место.
В 2010 году среди прочего бежал эстафету 4×400 метров на чемпионате Европы в Барселоне.
В 2011 году установил личные рекорды в 400-метровой дисциплине на открытом стадионе и в помещении — 46,04 и 46,31 соответственно. На домашнем чемпионате Европы в помещении в Париже финишировал шестым в индивидуальном беге на 400 метров и одержал победу в эстафете 4×400 метров, установив при этом ныне действующий рекорд Франции — 3:06.17. На чемпионате мира в Тэгу не смог преодолеть предварительный квалификационный этап эстафеты 4×400 метров.
В 2013 году попробовал себя в барьерном беге на 400 метров, в частности выиграл чемпионат Франции в Париже, выступил на чемпионате мира в Москве. На Франкофонских играх в Ницце получил серебро в беге на 400 метров с барьерами и завоевал золото в эстафете 4×400 метров.
В 2014 году бежал 400 метров с барьерами на чемпионате Европы в Цюрихе, дошёл до стадии полуфиналов.
В 2017 году принимал участие в чемпионате Европы в помещении в Белграде — в дисциплине 400 метров остановился в полуфинале, тогда как в эстафете 4×400 метров занял четвёртое место. По окончании сезона завершил спортивную карьеру.